# Балао
Балао (итал. Ballao) је насеље у Италији у округу Каљари, региону Сардинија.
Према процени из 2011. у насељу је живело 858 становника. Насеље се налази на надморској висини од 96 м.

## Становништво
Према резултатима пописа становништва 2011. у општини је живело 877 становника.
| 1931. | 1936. | 1951. | 1961. | 1971. | 1981. | 1991. | 2001. | 2011. |
| ----- | ----- | ----- | ----- | ----- | ----- | ----- | ----- | ----- |
| 1.229 | 1.327 | 1.580 | 1.679 | 1.359 | 1.220 | 1.086 | 971   | 877   |